# John Talbot, I conte di Shrewsbury
John Talbot (Blackmere, 1387 circa – Castillon-la-Bataille, 17 luglio 1453) è stato un nobile e generale inglese durante la guerra dei cent'anni, primo conte di Shrewsbury.

## Biografia
Era il secondo figlio di Richard Talbot, IV barone Talbot e di Ankaret le Strange, VII baronessa Strange di Blackmere. Richard morì nel 1396 quando il figlio aveva appena nove anni. La madre di John si risposò con Thomas Neville, Lord Furnival, che ebbe una forte influenza durante la sua giovinezza. Questo secondo matrimonio della madre diede inoltre la possibilità per John di acquisire anche il titolo di Thomas, dato che questi non aveva figli maschi.

### Primo matrimonio
Per poter acquisire però il titolo del patrigno, John dovette sposarne la figlia Maud Neville. Il matrimonio venne celebrato prima del 12 marzo 1407. Poté così entrare a far parte del parlamento dal 1409.
La coppia ebbe quattro figli:
- Thomas Talbot (Finglas, 19 giugno 1416-10 agosto 1416);
- John Talbot, II conte di Shrewsbury (c. 1417 – 11 luglio 1460);
- Sir Christopher Talbot (1419–10 agosto 1443);
- Lady Joan Talbot (c. 1422), che sposò James Berkeley, I barone Berkeley.

Nel 1421 con la morte del nipote John acquisì il titolo di barone di Talbot e di barone Strange. La sua prima moglie morì il 31 maggio 1422, probabilmente a causa dell'ultimo parto.

### Secondo matrimonio
Il 6 settembre 1425 nella cappella del castello di Warwick, John si sposò con Lady Margaret de Beauchamp, figlia maggiore di Richard de Beauchamp, XIII conte di Warwick e di Elizabeth de Berkeley. Da questo secondo matrimonio nacquero altri cinque figli:
- John Talbot, I visconte Lisle (1426 – 17 luglio 1453);
- Sir Louis Talbot (c. 1429-1458);
- Sir Humphrey Talbot (prima del 1434 – c. 1492);
- Lady Eleanor Talbot (c. febbraio/marzo 1436 - 30 giugno 1468), che sposò Sir Thomas Butler e fu amante di Edoardo IV d'Inghilterra;
- Lady Elizabeth Talbot (c. dicembre 1442/gennaio 1443), che sposò John de Mowbray, IV duca di Norfolk.

Durante il secondo matrimonio John ebbe anche un figlio illegittimo, Henry. Egli forse seguì il padre in Francia e venne catturato dal delfino il 14 agosto 1443.

### Inizio della carriera
Dal 1404 al 1413 egli prese parte col fratello Gilbert alla ribellione di Owain Glyndŵr. Per cinque anni poi, dal febbraio 1414, fu Lord luogotenente d'Irlanda dove fu impegnato in alcuni combattimenti. Ebbe una controversia con James Butler, IV conte di Ormond e Reginald Grey, III barone Grey de Ruthyn inerente all'attribuzione Wexford che lui occupava. Vennero fatti diversi reclami contro di lui a causa del suo severo governo in Irlanda e per l'uso della violenza nell'Herefordshire.
La disputa con il conte di Ormonde degenerò in una lunga corsa al feudo tra Shrewsbury e la famiglia Butler. Il feudo raggiunse il suo rilievo nel 1440 quando entrambe le fazioni furono rimproverati dal consiglio privato in quanto il dominio inglese in Irlanda si stava affievolendo. La controversia si risolse quando venne accordato il matrimonio tra il figlio di John e la figlia di Ormonde. Dal 1420 al 1424 egli prese servizio in Francia, salvo un breve ritorno alla fine del primo anno per organizzare le festività per celebrare l'incoronazione di Caterina di Valois, sposa di Enrico V d'Inghilterra.
Egli fece ritorno in Francia nel maggio 1421 e prese parte alla battaglia di Verneuil il 17 agosto 1424 guadagnandosi il titolo di cavaliere dell'ordine della giarrettiera. Nel 1425 fu ancora Luogotenente in Irlanda per un breve periodo; ricoprì di nuovo quel ruolo tra il 1446 e il 1447.

### Carriera in Francia
Gli venne dato il titolo di Marcher Lord, per ricoprire incarichi in cui era necessario avere la mano violenta. Nel 1427 egli tornò ancora in Francia, dove combatté a fianco al duca di Bedford e al conte Warwick distinguendosi nel Maine e nell'assedio di Orléans. Egli combatté nella battaglia di Patay il 18 luglio 1429 dove venne catturato e preso prigioniero per quattro anni: venne rilasciato scambiando la sua libertà con quella del comandante francese Jean Poton de Xaintrailles. Tornò in Inghilterra nel maggio 1433.
Si trattenne fino a luglio, quando tornò in Francia sotto il comando di John Beaufort, I duca di Somerset. Talbot fu un audace e aggressivo soldato, forse il più coraggioso capitano della sua età. Egli e le sue forze furono sempre pronte per occupare un paese o affrontare un'avanzata francese. Il suo tratto distintivo era una serie di attacchi rapidi e aggressivi. Venne ricompensato con la nomina a governatore e luogotenente generale in Francia e Normandia e nel 1434 il duca di Bedford lo creò conte di Clermont.
Nel gennaio 1436 fu alla testa di un piccolo esercito e si diresse a Ry vicino a Rouen. L'anno seguente a Crotoy, dopo un temerario passaggio sul fiume Somme, mise in fuga un numeroso esercito borgognone. Nel dicembre del 1439, attaccando a sorpresa sul loro campo, egli disperse 6 000 forti soldati di Arturo III di Bretagna e l'anno seguente riprese Harfleur. Nel 1441 inseguì l'esercito francese quattro volte per la Senna e il fiume Oise nel tentativo di portarlo alla battaglia.

### Lord Shrewsbury
Intorno al febbraio 1442 Talbot tornò in Inghilterra per richiedere urgenti rinforzi per il duca di York in Normandia. A marzo, sotto gli ordini del re, vennero requisite delle navi per tale scopo e Talbot fu responsabile del tragitto dal porto di Londra e da Sandwich.
Il 20 maggio 1442 Enrico VI d'Inghilterra lo premiò col titolo di Comes Salopie, traducendolo come conte di Shropshire ma egli divenne popolarmente conte di Shrewsbury. Appena cinque giorni dopo, con i rifornimenti requisiti, Talbot tornò in Francia dove in giugno l'esercito si radunò a Harfleur. Durante quel tempo, egli incontrò la figlia di sei anni Eleanor per la prima volta e lasciò la moglie Margaret incinta di un altro figlio.

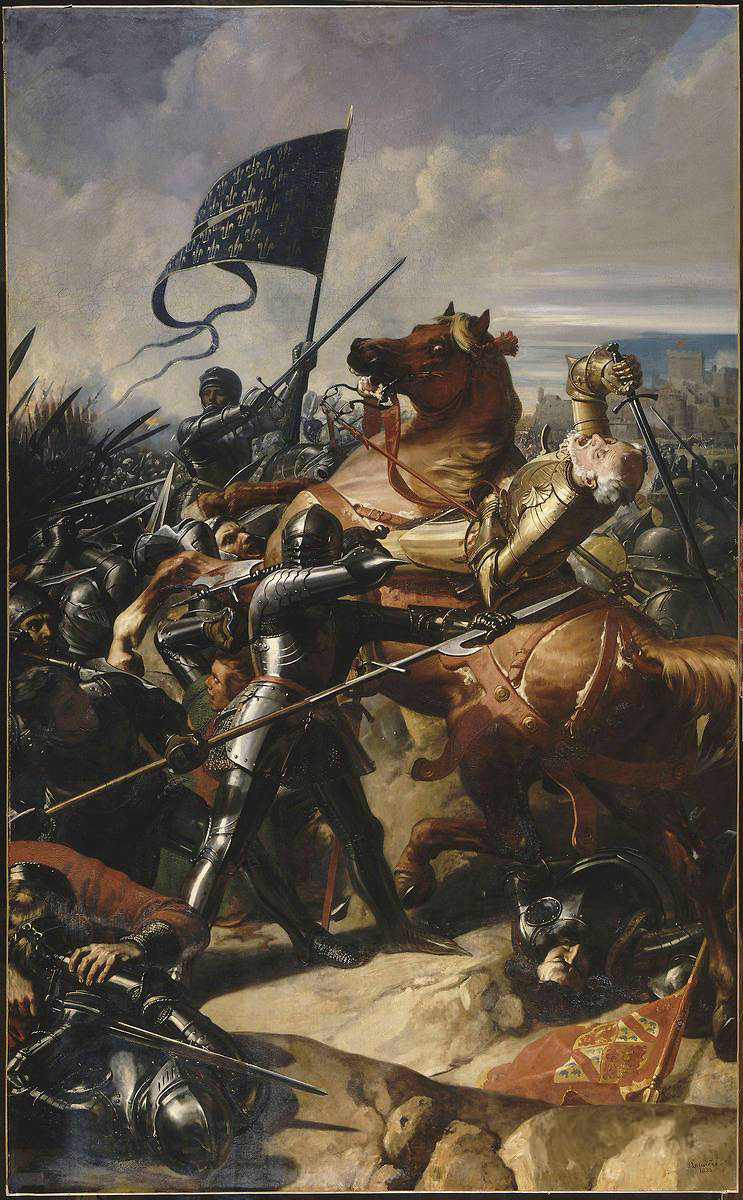
Morte di Shrewsbury nella battaglia di Castillon, di Charles-Philippe Larivière

Nel giugno 1443, Talbot fece di nuovo ritorno in Inghilterra per conto del duca di York per chiedere rifornimenti ma questa volta il consiglio inglese rifiutò, inviando invece un esercito separato sotto il comando di Edmund Beaufort. Suo figlio, Sir Christoper rimase in Inghilterra dove poco dopo fu assassinato con una lancia all'età di 23 anni da uno dei suoi uomini, Griffin Vachan di Treflidian.

### L'Achille inglese
Fu nominato nel 1445 da Enrico VI (in qualità di re di Francia) Constable di Francia. Preso in ostaggio a Rouen, nel 1449, promise di non indossare più l'armatura contro il re francese, e fu fedele alla parola data. Tuttavia, anche se non combatté personalmente, continuò a comandare le forze inglesi contro i francesi. Fu definitivamente sconfitto e ucciso nel 1453 nella battaglia di Castillon vicino a Bordeaux, che di fatto pose fine al dominio inglese nel ducato di Aquitania, una delle cause principali della guerra dei cent'anni.
Il cuore di John Talbot fu sepolto sulla porta della chiesa di St Alkmund's Church, Whitchurch, Shropshire. I generali vittoriosi francesi elevarono un monumento dedicato a Talbot sul campo chiamato Notre-Dame de Talbot.